# اللغة السانغوية
اللغة السانغوية أو لغة سانغو (تسمية ذاتية: Sängö)، هي إحدى اللغات الرسمية في جمهورية أفريقيا الوسطى إلى جانب اللغة الفرنسية، وقد تم ترسيم لغة سانغو إلى جانب اللغة الفرنسية عام 1991. تعدّ هذه اللغة لغة تواصل مشتركة في هذا البلد الذي تستخدم فيه في المقام الأول. تستخدم السانغوية في تشاد وجمهورية الكونغو الديمقراطية أيضا. رغم أن هناك حوالي 1,6 مليون إلى 5 ملايين ناطق بهذه اللغة إلا أن 404,000 فقط يتحدثون بها كلغة أولى، وهذا الأخير في ازدياد ملاحظ.
تكتب لغة سانغو بالأحرف اللاتينية. وقد انحدرت السانغوية من مجموعة لهجات تدعى نغباندي وبناءً على ذلك يمكن اعتبارها لغة مولدة.